# Le Sommeil du Monstre
Le Sommeil du Monstre, publié en 1998, est le premier album de La Tétralogie du Monstre, une série de bande dessinée, écrite, dessinée et mise en couleur par Enki Bilal.
Il s'agit d'une histoire à trois voix, celles de Nike (anagramme d'Enki), Leyla et Amir dont la rencontre a lieu aux tout premiers jours de leurs vies dans un même lit d'hôpital de Sarajevo en 1993, lors de l'éclatement de la Yougoslavie, lieu de naissance d'Enki Bilal. Mais il s'agit avant tout d'un livre sur la mémoire, individuelle et collective, prospective et potentielle, saisissant par ses prédictions et analogies avec les actions terroristes du 11 septembre 2001.

## Synopsis
L'histoire se déroule en 2026, dans un contexte de mondialisation et de terrorisme orchestré par l'Obscurantis Order (O.O.), mouvement monothéiste radical qui souhaite éliminer toute science et tout savoir, mais ne se gêne pas pour employer des technologies de doublures robotiques et de mouchards miniatures divers dirigé par les « numéros premiers », trois individus mystérieux, dont le docteur Optus Warhole, autoproclamé « incarnation du mal suprême ».
Nike Hatzfeld, le personnage principal, a une mémoire phénoménale et se souvient jusqu'à ses premiers jours auprès d'Amir et Leyla dans l'hôpital de Sarajevo. Il a juré dès ce jour de les protéger et souhaite les rencontrer, et va se retrouver pris dans une vaste machination de l'« O.O. ».

## Analyse
Avec cette œuvre, Enki Bilal se démarque totalement de la production traditionnelle, délaissant la ligne claire au profit d'une peinture flottante toujours en mouvement qui n'est pas sans rappeler celle de Francis Bacon (dans le deuxième album 32 décembre, page 36 de l'édition des Humanoïdes Associés, Enki Bilal semble s'être inspiré, peut-être inconsciemment, du tableau Innocent X du peintre britannique).

## Publication

### Éditeurs
- Les Humanoïdes Associés (1998 - première édition)  (ISBN 2-731-61230-4)
- Casterman (2006)  (ISBN 2-203-35332-5)